# Ptychopetalum
Ptychopetalum es un género reducido, consta solamente de 4 especies de árboles de pequeño porte que crecen en la Suramérica tropical y cinco en el África tropical. Las dos variedades suramericanas, la Ptychopetalum olacoides (se encuentra en Brasil, la Guayana Francesa, Guyana, y Suriname) y el Ptychopetalum uncinatum (se encuentra solamente en el Brasil), se utilizan alternativamente como remedios de la medicina herbal suramericana, siendo la conocida muira puama, (remedio vigorizante, y favorecedor reproductivo).
La variedad más utilizada es el Ptychopetalum olacoides, pues tiene un contenido más alto del lupeol (uno de los princípios activos de la planta). 
Una especie totalmente distinta del árbol brasileño, Liriosma ovata, también va por el nombre común de muira puama (y se vende a menudo en comercio como tal); sin embargo, es un árbol totalmente distinto con unos componentes fitoquímicos diferentes.

## Taxonomía
El género fue descrito por Robert Brown y publicado en London Journal of Botany 2: 376. 1843.

## Especies
- Ptychopetalum anceps Oliv.
- Ptychopetalum olacoides Benth.
- Ptychopetalum petiolatum Oliv.
- Ptychopetalum uncinatum Anselmino